# La Mézière
La Mézière (bretonisch: Magoer) ist eine französische Gemeinde mit 4935 Einwohnern (Stand: 1. Januar 2022) im Département Ille-et-Vilaine in der Region Bretagne; sie gehört zum Arrondissement Rennes und zum Kanton Melesse. Die Einwohner werden Macérien genannt.

## Geographie
La Mézière liegt am etwa 15 Kilometer nordnordwestlich von Rennes. Umgeben wird La Mézière von den Nachbargemeinden Vignoc im Norden, Montreuil-le-Gast im Nordosten, Melesse im Osten, La Chapelle-des-Fougeretz im Süden, Pacé im Südwesten sowie Gévezé im Westen.
Durch die Gemeinde führt die frühere Route nationale 137 (heutige: D137).

## Geschichte
Zum ersten Mal wurde der Ort als Macéria im 13. Jahrhundert erwähnt. Sowohl ein Menhir (genannt Der weiße Fels – La Roche Blanche) als auch die durch archäologische Untersuchungen hervorgebrachten Silices deuten auf eine Besiedlung seit der Jungsteinzeit hin.
1597 wurden zahlreiche Menschen durch eine Feuersbrunst getötet.

## Bevölkerungsentwicklung
| Jahr      | 1962 | 1968 | 1975 | 1982 | 1990 | 1999 | 2006 | 2011 |
| Einwohner | 920  | 1005 | 1247 | 1614 | 2142 | 3121 | 3987 | 4345 |

## Sehenswürdigkeiten

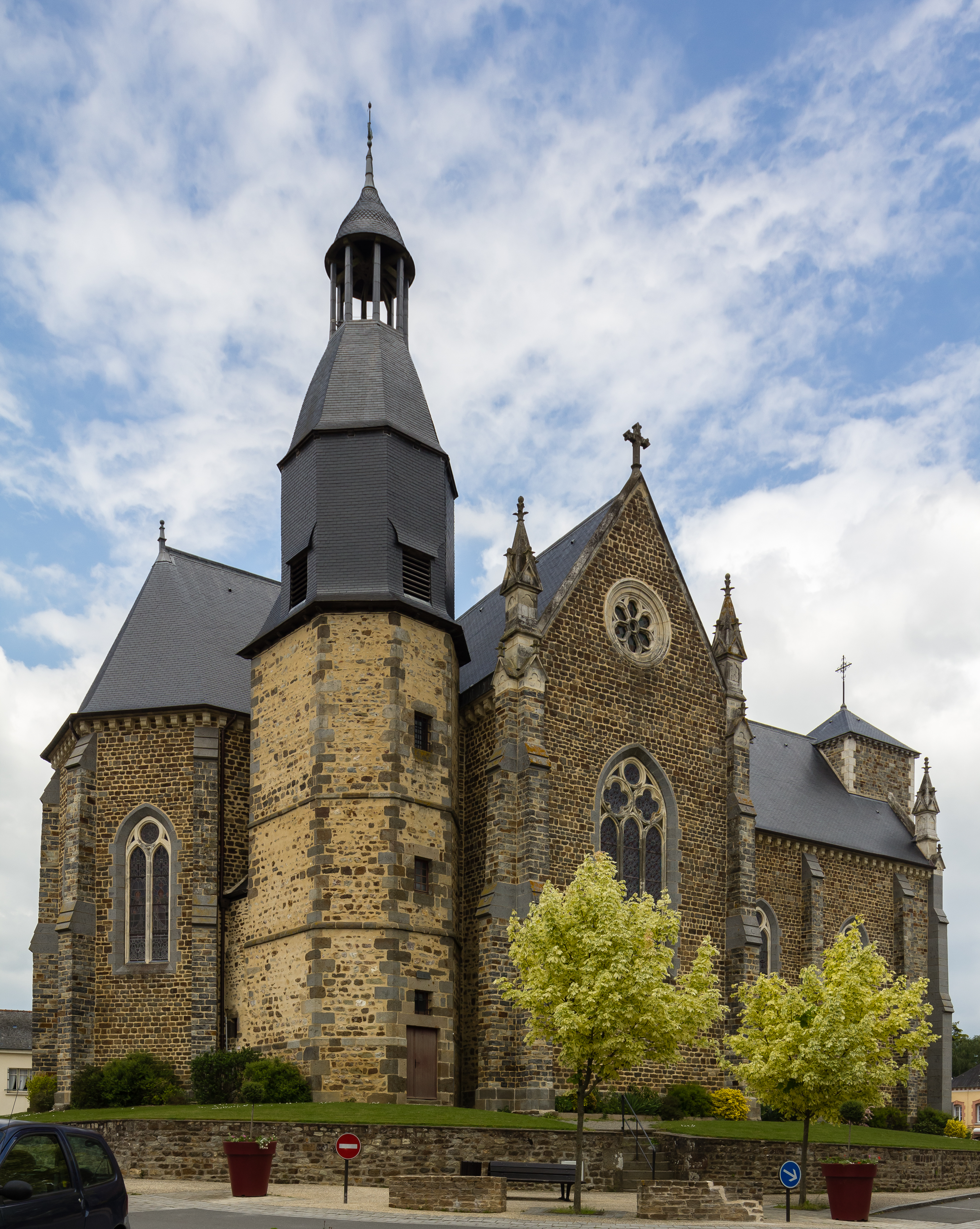
Kirche Saint-Martin

- Kirche Saint-Martin, 1871 erbaut; mit dem achteckigen Turm des 1866 abgebrannten Vorgängerbaus[1]
- Schloss Mauvière aus der zweiten Hälfte des 19. Jahrhunderts[2]
- Herrenhaus Loges, um 1590 erbaut, im 18. Jahrhundert erweitert, mit Kapelle[3]

## Persönlichkeiten
- Paul Dupont des Loges (1804–1886), Bischof von Metz, Schlossherr
- Jean-Louis Tourenne (* 1944), Hochschullehrer für Mathematik, Politiker und früherer Bürgermeister

## Gemeindepartnerschaften
Mit folgenden Gemeinden bestehen Partnerschaften:
- Kosel, Schleswig-Holstein, Deutschland, seit 1986
- Belmonte, Distrikt Castelo Branco, Portugal, seit 1988
- Toukoto, Mali
- Odolanów, Großpolen, Polen